# Пелх
Пелх (пол. Pełch) — деревня в Польше, входит в Подляское воеводство, Семятыченский повет, гмина Перлеево. Она расположена на правом берегу реки Пелхувка (приток Нужца) примерно в 6 км к северо-западу от Перлеево, в 32 км к северо-западу от Семятыче, и 73 км к юго-западу от Белостока. По данным переписи 2011 года, в деревне проживало 305 человек.
В 1975—1998 годах деревня входила в Ломжинское воеводство.

## История
В 1434 году Великий князь Литовский Сигизмунд Кейстутович подарил земли, в состав которых входила деревня Пелх, шляхтичу Николаю Насуте из Мендзыжеца. Позже земли принадлежали Косинским, Водынским, Оборским и Оссолинским из Рудки.

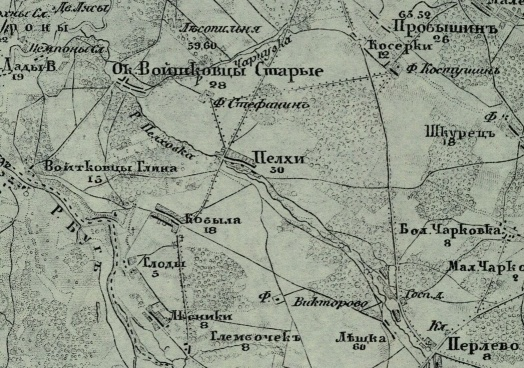
Деревня Пелхи на карте Шуберта (1866)

В конце XIX века Пелх (Пелхи) была крестьянской деревней на реке Пелховка, с фольварком Стефаново, в Бельском уезде Гродненской губернии. В селе было 40 домов и 431 житель. Также здесь была водяная мельница, песчаная почва, выращивалась рожь, немного лугов, а местный лес использовался для строительства.